# Кастелно де Гер
Кастелно де Гер (фр. Castelnau-de-Guers) је насеље и општина у јужној Француској у региону Лангдок-Русијон, у департману Еро која припада префектури Безје.
По подацима из 2011. године у општини је живело 1132 становника, а густина насељености је износила 50,29 становника/km². Општина се простире на површини од 22,51 km². Налази се на средњој надморској висини од 78 метара (максималној 105 m, а минималној 1 m).

## Демографија
| 1962. | 1968. | 1975. | 1982. | 1990. | 1999. | 2011. |
| ----- | ----- | ----- | ----- | ----- | ----- | ----- |
| 831   | 837   | 827   | 886   | 876   | 889   | 1.132 |

График промене броја становника у току последњих година